# Volle maan (astronomie)

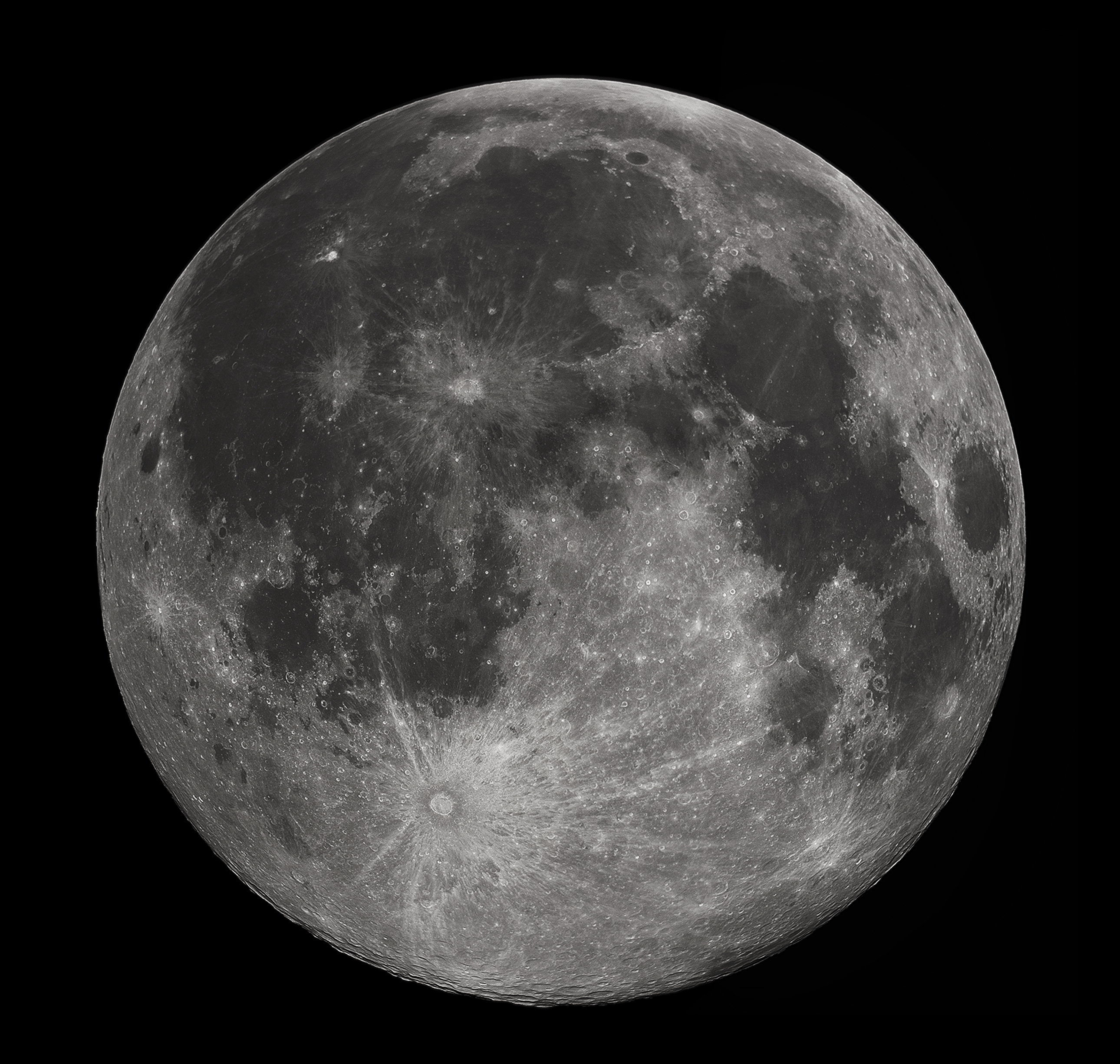
Volle maan

Volle maan of vollemaan is een van de schijngestalten van de maan waarbij de maan, vanaf de zon gezien, zich aan de andere zijde van de aarde bevindt. Op dat moment valt de verlichte helft van de maan samen met de naar de aarde toegekeerde helft. Vanaf de aarde is de maan dan maximaal verlicht te zien, en zo goed als volmaakt rond.
De schijngestalte Volle maan is niet het beste moment om astronomische observaties te doen; het licht van de maan is fel en overtreft het licht van sterren. Ook de maan zelf is niet optimaal waar te nemen bij deze schijngestalte; door het ontbreken van schaduwen zijn kraters en maangebergten slecht te herkennen. Toch kan er gezocht worden naar subtiele kleurnuances zoals de ietwat groenachtige Wood's Spot ten noordwesten van de helderwitte krater Aristarchus, alsook naar stralenstelsels rondom geprononceerde inslagkraters zoals Tycho en Copernicus.

## Maansverduisteringen

Schema van de baan van de maan, de schijnbare baan van de zon, en de knopen

Het vlak waarin de maan rond de aarde beweegt maakt een hoek van iets meer dan 5° met de ecliptica, het vlak waarin de aarde om de zon beweegt. De maan staat daarom de helft van een omloop boven, en de andere helft van een omloop onder het vlak van de ecliptica. Alleen wanneer de volle maan in een van de twee snijpunten van het baanvlak met het vlak van de ecliptica staat (in een zogenaamde knoop), staan zon en maan exact in tegenovergestelde posities ten opzichte van de aarde. Op zo'n moment valt de schaduw van de aarde op de maan. Dit is een maansverduistering. Maansverduisteringen komen dus uitsluitend voor tijdens volle maan.

## Subtiele kleurnuances op de volle maan
Waarnemers met een telescoop kunnen tijdens volle maan op zoek gaan naar subtiele kleurnuances. Het gebied ten noordwesten van de helderwitte inslagkrater Aristarchus vertoont een gelig-groenachtige kleur die door menig maanwaarnemer omschreven wordt als mosterdgroen. Dit gebied werd ook waargenomen door de Amerikaanse onderzoeker in optica Robert W. Wood, en is bekend als Wood's Spot. Het gebied omstreeks de komvormige krater Lassell C vertoont eveneens een kleurnuance. Deze geelachtige of beige-achtige kleurnuance werd ook opgemerkt door de astronauten van Apollo 16 toen ze in omloop waren rond de maan. Verder is er nog een opvallend kleurcontrast tussen Mare Serenitatis (geelachtig grijs) en de aangrenzende Mare Tranquillitatis (blauwachtig grijs). Ook Mare Imbrium vertoont flauwe kleurcontrastverschijnselen. Het is aan te raden om de volle maan waar te nemen met een grijsfilter omdat het effect van retro-reflectie in de regoliet laag van het maanoppervlak zeer sterk is. Bij gebrek aan grijsfilter kan men de volle maan waarnemen met de omgevingsverlichting aan, dit om het verschil in helderheid te vermijden.

## Stralenstelsels rondom diverse soorten inslagkraters
De Volle maan is de meest geschikte schijngestalte om op zoek te gaan naar stralenstelsels rondom een variëteit aan inslagkraters. Het meest bekende stralenstelsel, rondom de opvallende krater Tycho in het zuidelijke gedeelte van de naar de Aarde toegekeerde kant van de Maan, kan vrij gemakkelijk waargenomen worden met behulp van een kleine verrekijker. Het stralensysteem rondom de krater Copernicus vergt een amateurtelescoop. De krater Dionysius aan de westelijke rand van Mare Tranquillitatis vertoont een donker stralensysteem, en is daarmee een unieke formatie op de gehele maanbol. Mare Serenitatis vertoont een enkelvoudige straal die schijnbaar afkomstig is van de stralenkrater Tycho. Dit is echter nog steeds een onzekerheid en vormt daarmee een van de vele raadselen betreft de ontstaansgeschiedenis van oppervlakteformaties op de maan. Het stralenstelsel rondom de inslagkrater Proclus aan de westelijke rand van Mare Crisium vertoont een duidelijke aanwijzing dat het interplanetaire object verantwoordelijk voor de vorming van Proclus onder een vrij vlakke hoek was ingeslagen, en aldus een stralensysteem veroorzaakte dat heden ten dage een kwart segment mist. Dit ontbrekend segment kreeg de benaming Palus Somni. Professionele telescopen zijn nodig om nog veel meer stralenstelsels en stralenstelseltjes te ontdekken rondom relatief kleine inslagkratertjes.

## Kalender
De traditionele Chinese kalender is gebaseerd op de fasen van de maan. Het midherfstfestival valt op de volle maan van de achtste maand. Het lantaarnfestival valt op de eerste volle maan van het jaar. Er wordt door religieuze Chinezen ritueel geofferd tijdens volle maan.
De islamitische kalender is evenals de joodse kalender ook een maankalender. Het islamitische jaar telt 12 maanmaanden en is daardoor ongeveer 11 dagen korter dan het zonnejaar. Dit houdt in dat de islamitische jaartelling langzaam inloopt op de gregoriaanse kalender.

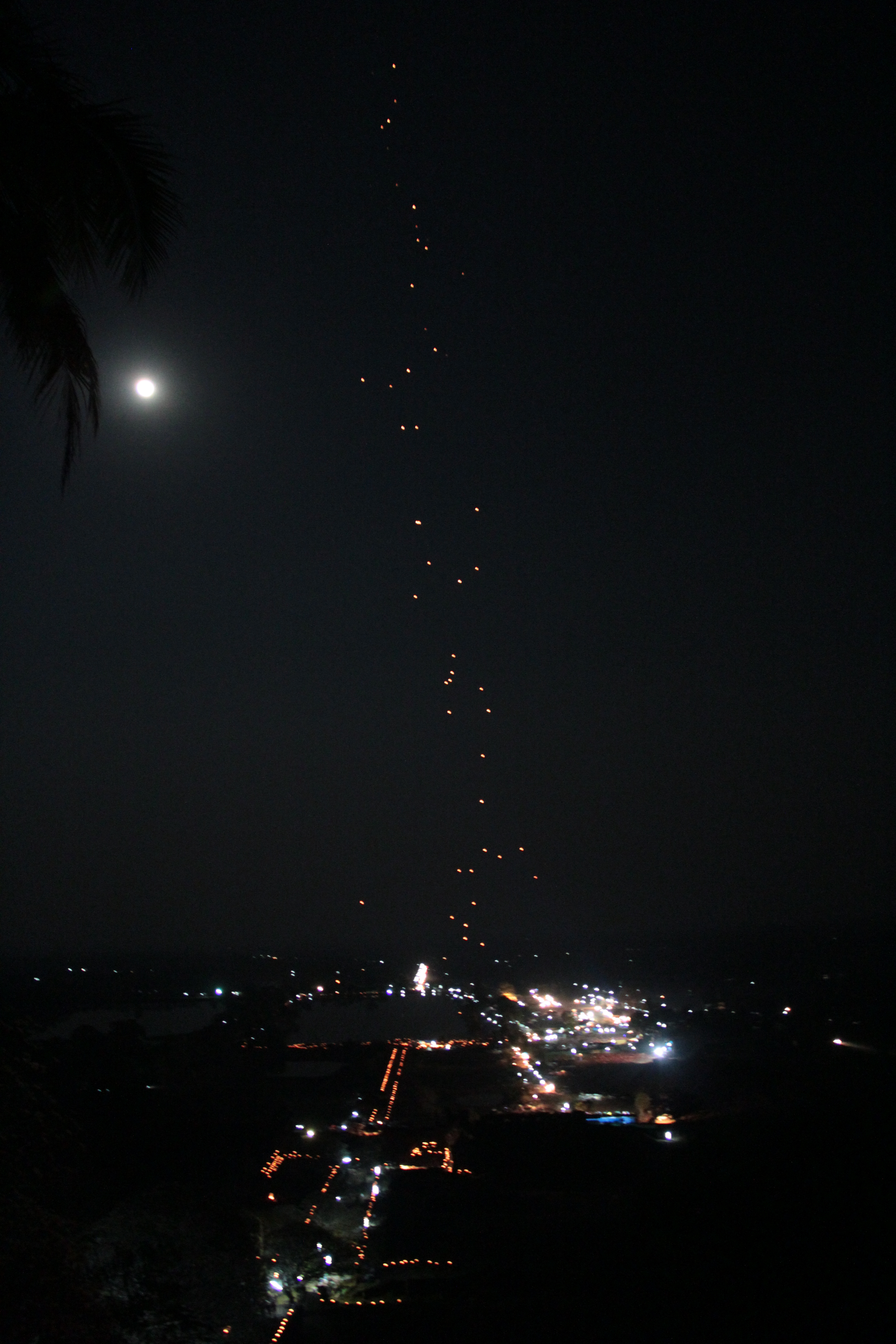
Vliegende lantaarns tijdens Bun Vat Phu

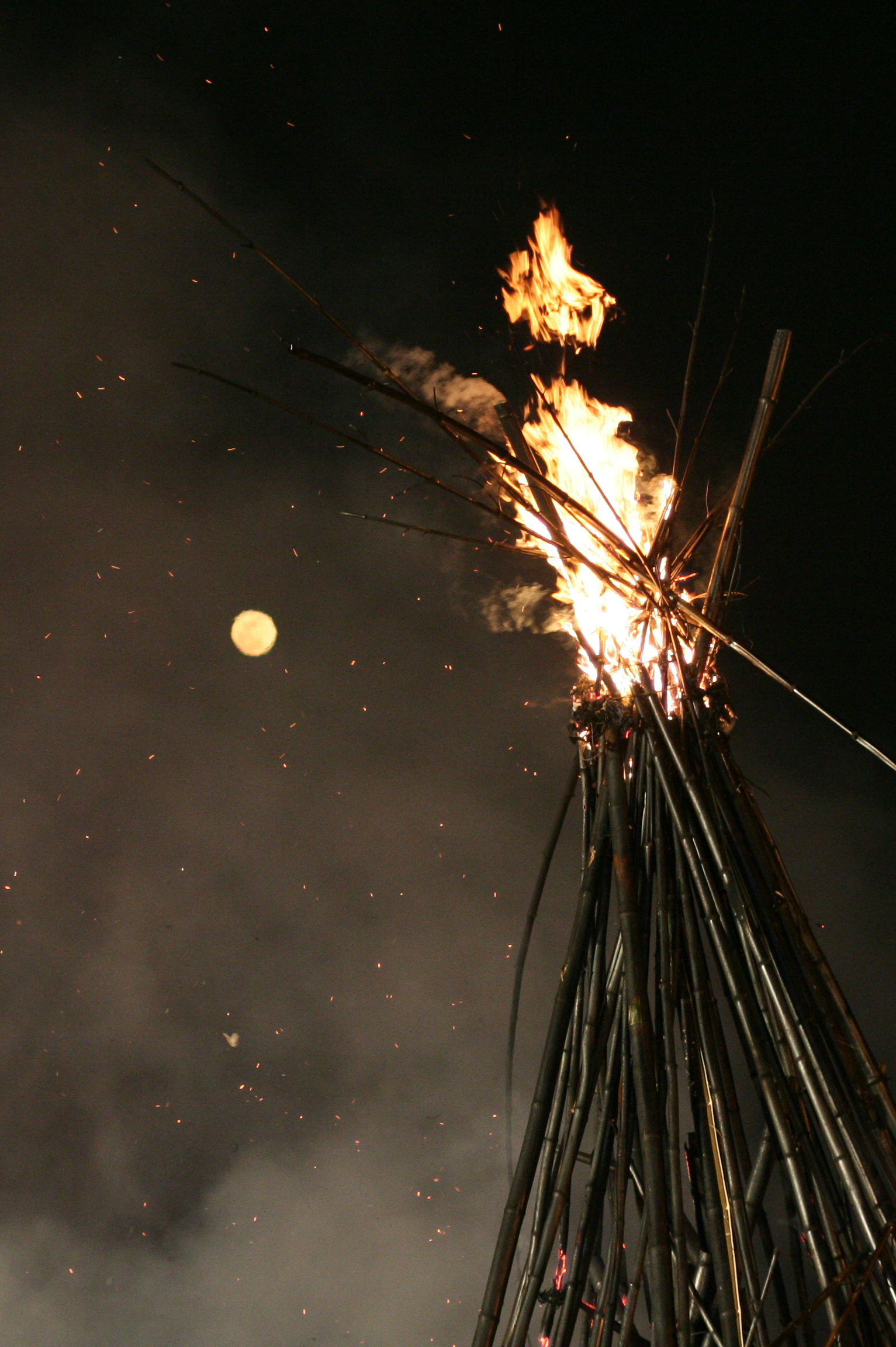
Vreugdevuur tijdens vollemaanfestival in Korea

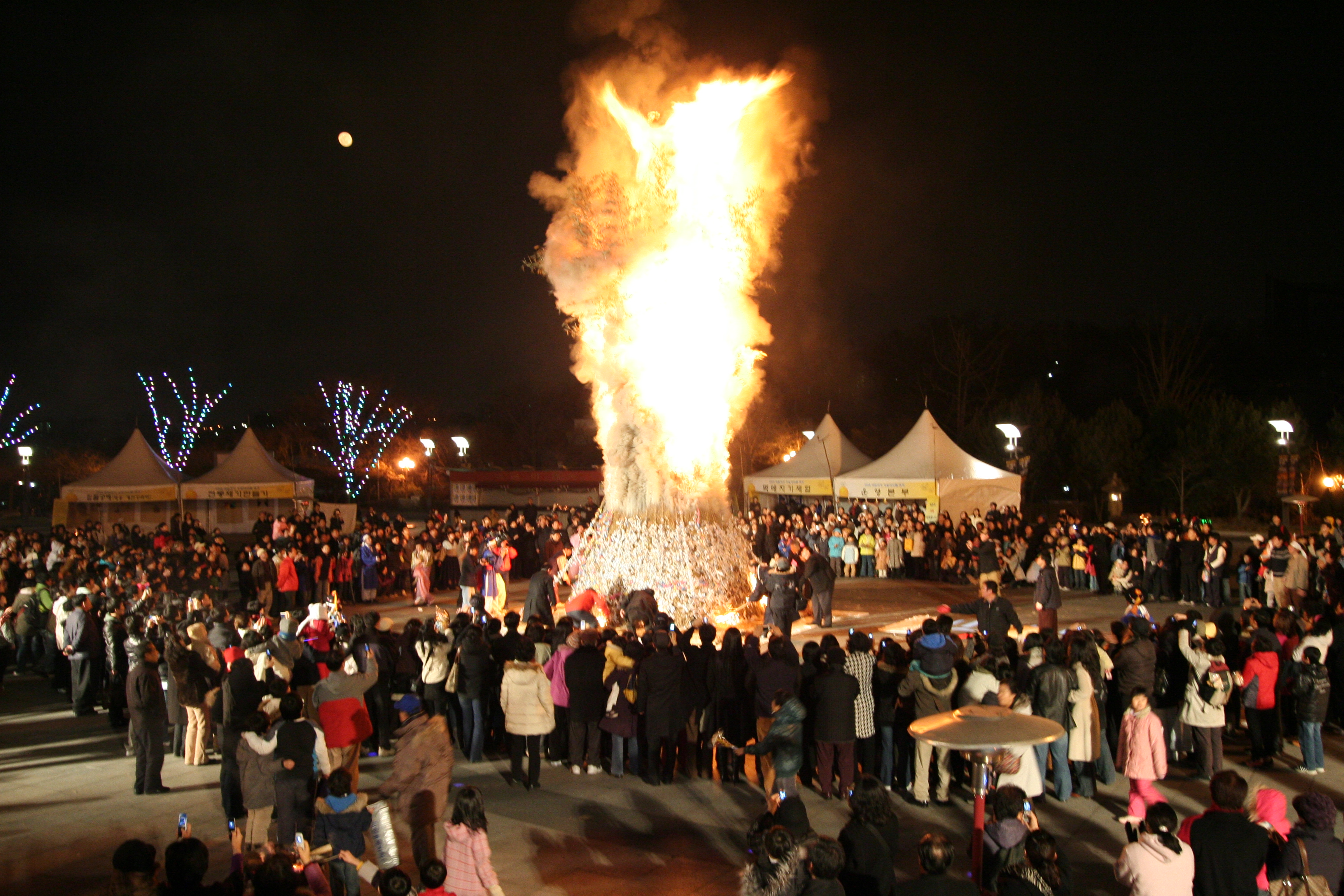
Daeboreum

Ook enkele christelijke feestdagen worden aan de hand van de volle maan bepaald. Zo wordt Pasen gevierd op de eerste zondag na de eerste volle maan in de lente (na de voorjaarsequinox).
In het hindoeïsme en het boeddhisme gebruikt men de hindoe maankalender als leidraad in het religieuze leven en de bepaling van de feest- en gedenkdagen. Joodse en islamitische feestdagen vallen op een vaste dag in de joodse, respectievelijk islamitische kalender, beide op de maan-cyclus gebaseerd.

### Feesten en gedenkdagen
Er zijn verschillende feest- en gedenkdagen gekoppeld aan de volle maan.
- Vesakha Puja
- Loy Krathong in Thailand
- Asalha Puja
- Magha Puja
- Vesakha Puja
- Pavarana
- Bun Vat Phu
- Bunga Dyah Jatra
- Holi-Phagwa (de dag na volle maan)
- Daeboreum
- Thaipusam
- Danoje

## Invloed van de volle maan op aarde

### Getijden
Rond volle maan (en rond nieuwe maan) zijn de getijdenkrachten het sterkst omdat de maan en de zon dan op één lijn staan. Het getij met grote amplitude, dat als gevolg hiervan in de dagen na die maanfasen optreedt, wordt springtij genoemd.

### Licht
De maan geeft zelf geen licht. Het licht dat van de maan komt is het weerkaatste licht van de zon. Daarvan komt een deel op aarde terecht. Op aarde zijn de nachten door de variatie in dat 'maanlicht' (weerkaatst zonlicht) meer of minder donker. Deze variatie kan invloed hebben op het leven op aarde, met name daar waar kunstlicht (nog) geen belangrijke rol speelt. In 2011 publiceerde het wetenschappelijk tijdschrift PLoS ONE de resultaten van een onderzoek waarin de onderzoekers stelden dat mensen de eerste dagen na volle maan een groter risico lopen om gedood te worden door een leeuw omdat de avonden dan donkerder zijn. De heldere nachten voor volle maan belemmeren bovendien de jacht van de leeuwen, waardoor ze na volle maan hongeriger zijn. De onderzoekers zien in deze observatie een rationele basis voor een in lokale folklore gesteld verband tussen volle maan en dierlijk gedrag.

### Bijgeloof

Symbool voor de vrouwelijke Triade, met in het midden de volle maan

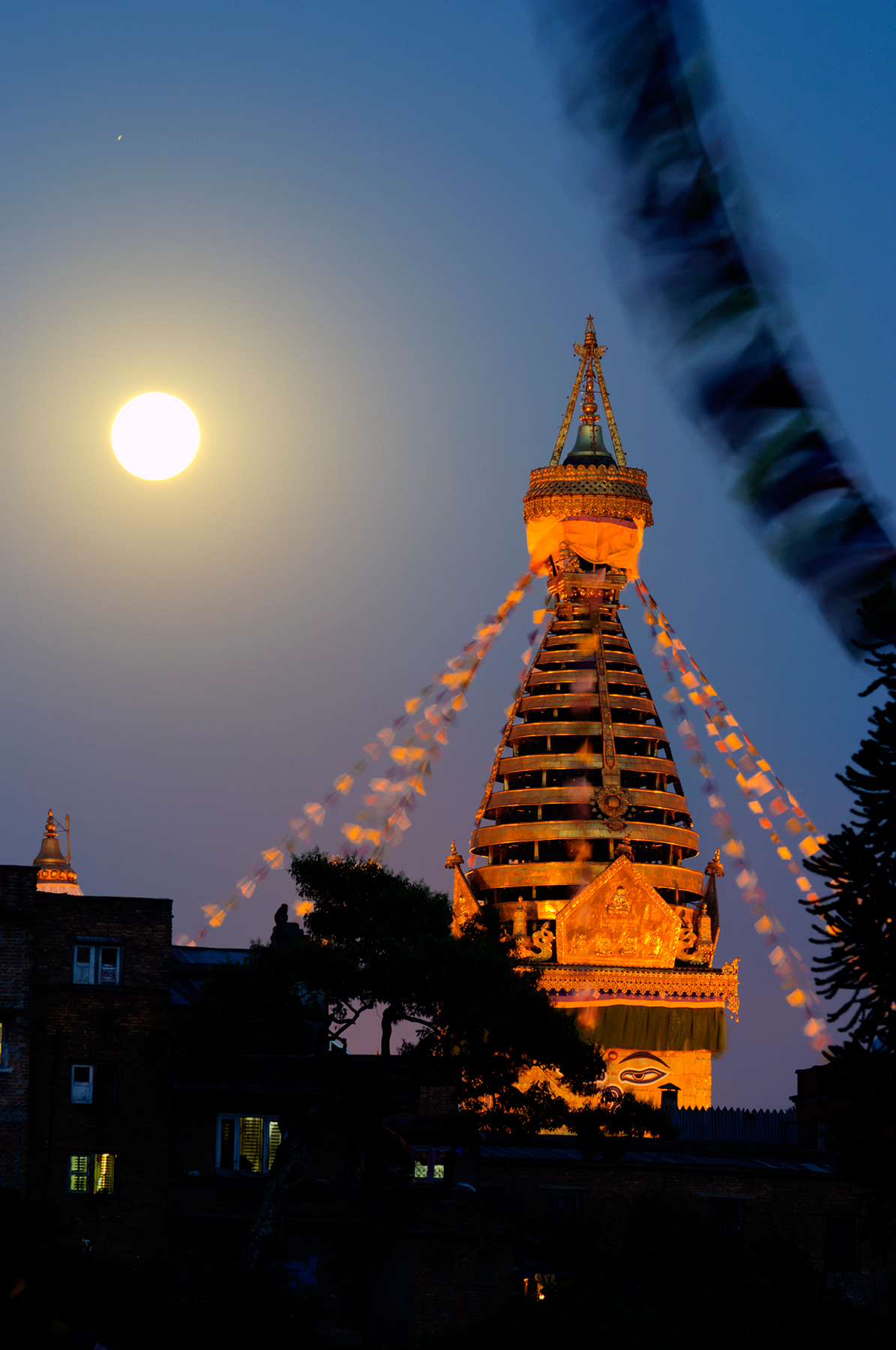
Swayambhunath tijdens Vesakha Puja

In de folklore worden diverse invloeden van de volle maan op het leven op aarde aangenomen. Maanziekte, maar ook het beeld van wolven die huilen naar de volle maan is bekend. Ook kinderen kunnen een dag voor en tijdens volle maan erg druk/onrustig zijn, net zoals vlak voor een storm. Soms is er een verband aantoonbaar; het is dan geen bijgeloof, maar vaak zijn dit subjectieve observaties die niet door onderzoek kunnen worden bevestigd. Een goed onderzocht voorbeeld is dat er meer geboortes zouden plaatsvinden bij volle maan dan bij andere schijngestalten. Een reeks statistische onderzoeken gaf echter aan dat dit verband niet waarneembaar was.
Een weerwolf is in de mythologie een mens die bij volle maan de gedaante van een wolf kan aannemen.
Volksverhalen doen de ronde waarbij de tot de verbeelding sprekende volle maan wordt gecombineerd met bijvoorbeeld witte wieven.
Diverse kruiden die gebruikt worden in bijvoorbeeld homeopathie en kruidengeneeskunde, dienen bij voorkeur bij volle maan geplukt te worden omdat om niet nader gespecificeerde redenen dan de maximale werkzaamheid verkregen zou worden.
De weersgesteldheid zou specifiek na een volle maan kunnen omslaan. Een droge periode gaat over in een van frequente regenval.
In China wordt, als het na de geboorte van een gezond kind één keer volle maan is geweest, een feest georganiseerd door de familie omdat het kind nu uit de gevarenzone zou zijn.

## De maanillusie
Als de volle maan net opgekomen is, of net zal ondergaan, ziet ze er altijd veel groter uit dan wanneer ze te zien is omstreeks het zenit. Deze visuele illusie komt tot stand omdat mensen geneigd zijn de maan binnen de atmosfeer te denken en daarmee verwachten ze dat ze evenals de wolken mee zal verkleinen als ze de horizon nadert. Deze visuele illusie is ook merkbaar bij sterrenbeelden die zich net boven de horizon vertonen.

## Primaire en secundaire regenbogen in het gereflecteerde zonlicht afkomstig van de volle maan
Evenals in het licht van de zon kunnen in het gereflecteerde zonlicht van de volle maan de primaire en secundaire regenbogen te zien zijn. De spectrale kleuren zijn dan echter zeer moeilijk waarneembaar en de bogen zien er eerder wit uit. Ook haloverschijnselen kunnen zich vertonen, meestal in de buurt van de volle maan. De kleine kring met radius 22° is het meest voorkomende nachtelijke haloverschijnsel en kan een schrikreactie veroorzaken bij wie dit reusachtig uitziend verschijnsel nooit eerder heeft gezien.